# ベンジャミン・オデル (映画プロデューサー)
ベンジャミン・オデル（Benjamin Odell）は、アメリカ合衆国の映画プロデューサー。

## 作品
- 必殺処刑人 リベンジ
- コンフェス